# Weichai Power
Weichai Power (bis 1992 Weichai Diesel Engine Factory) wurde 1953 gegründet und war eine der ersten Dieselmotorenfabriken in der VR China. Die Hauptgeschäftsfelder sind die Montage von Antriebsmaschinen (einschließlich Motoren, Getriebe und Achsen), Nutzfahrzeuge sowie Kfz-Elektronik.
Das Unternehmen gehört der Weichai Holding Group, die ihrerseits Teil von Shandong Heavy Industry ist. Bis 2006 gehörte Weichai Power zu Sinotruk.
Weichai Power fertigt Motoren nach der Konstruktion der österreichischen Steyr Daimler Puch und entwickelt diese weiter. Im Ausland hat Weichai Power drei Niederlassungen, seit 2009 in Frankreich, seit 2010 in Singapur (gemeinsam mit Moteurs Baudouin) und auch seit 2010 in den USA.
In Weifang ist der Motorenbau beheimatet, in Xi’an der Bau von schweren Nutzfahrzeugen, in Chongqing der Bau von Großmotoren und leichten Nutzfahrzeugen sowie in Yangzhou Automobilelektronik und -teile.
In Deutschland wurde das Unternehmen 2013 durch Übernahme von 25 % der Flurförderholding Kion für einen Preis von 671 Millionen Euro bekannt. Bis Juli 2016 wurde der Anteil auf 40 % aufgestockt.
Außerdem hält das Unternehmen 70 % der Anteile an Linde Hydraulics.
Im Jahr 2018 schloss Weichai mit dem kanadischen Brennstoffzellenhersteller Ballard Power Systems eine strategische Partnerschaft ab. Weichai erwarb für 163 Millionen Dollar einen Anteil von 19,9 Prozent an Ballard. Im Rahmen dieser Partnerschaft wollen Weichai und Ballard den chinesischen Markt mit Brennstoffzellen für Busse, Lkw und Gabelstapler bedienen. Am 20. April 2024 stellte Weichai Power auf dem in Tianjin stattfindenden Weltkongress für Verbrennungsmotoren einen LKW-Dieselmotor mit einem herkömmliche LKW-Antriebe um 25 % übertreffenden Wirkungsgrad vor.
Mit einem Umsatz von knapp 17 Milliarden Euro (2020) schaffte es Weichei Power erstmals unter die zehn größten Automobilzulieferer der Welt. 2021 konnte das Unternehmen seinen Umsatz zwar auf knapp 17,4 Milliarden Euro steigern, in der vom Fachmagazin Automobil Industrie herausgegebenen Übersicht rutschte Weichai dennoch auf Platz 12.